# Medico-Palais (Bad Soden)

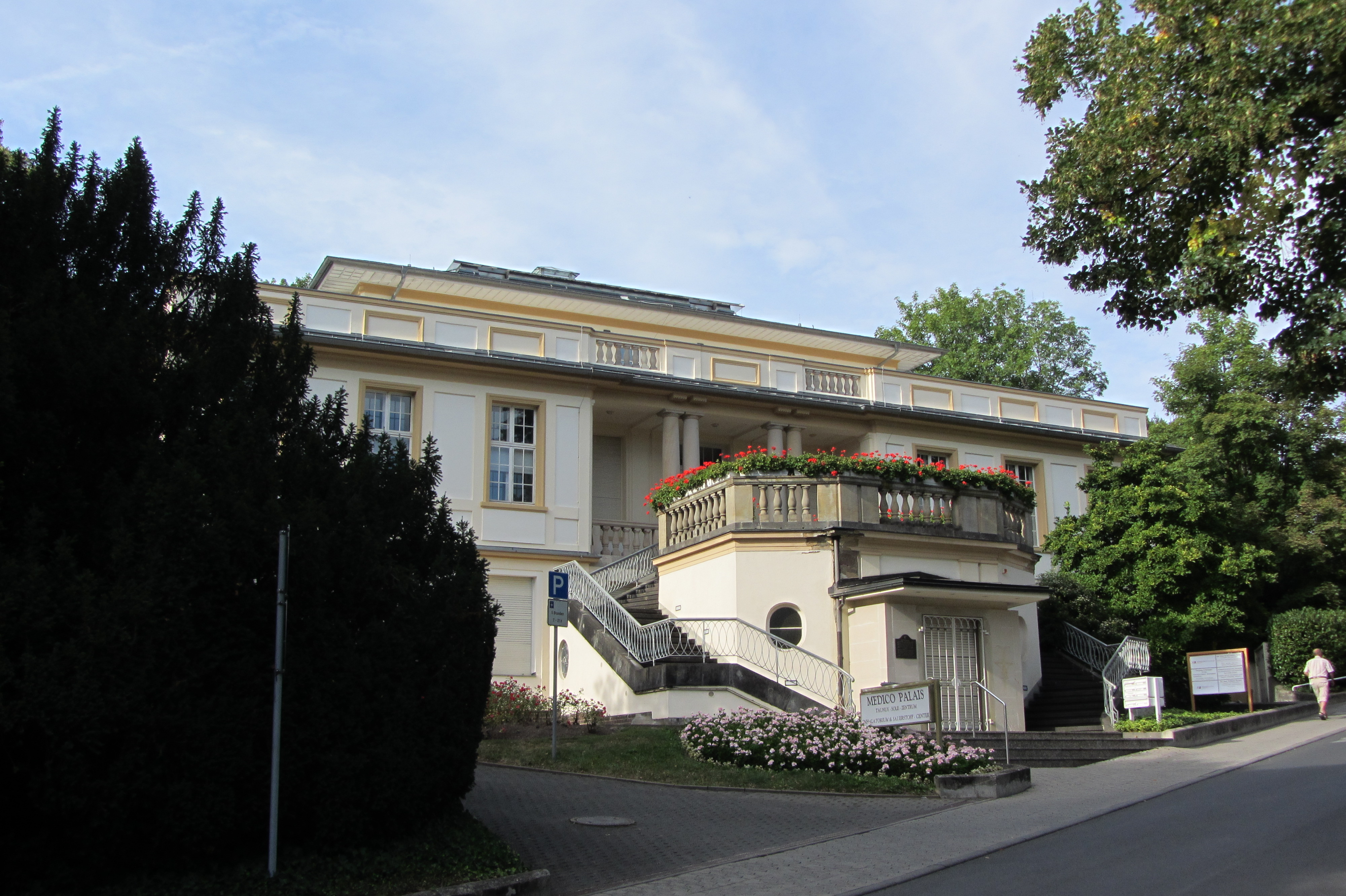
Das Medico-Palais in der Parkstraße

Das Medico-Palais in Bad Soden am Taunus ist ein Gebäude am Fuße des Burgberges in der Parkstraße am östlichen Ausgang des Alten Kurparkes. Einst war es das größte Inhalatorium Europas. Seit Anfang 2019 steht das Medico-Palais leer, als auch die letzte Praxis das Gebäude verlassen hat.

## Geschichte

### Vorgängerbau

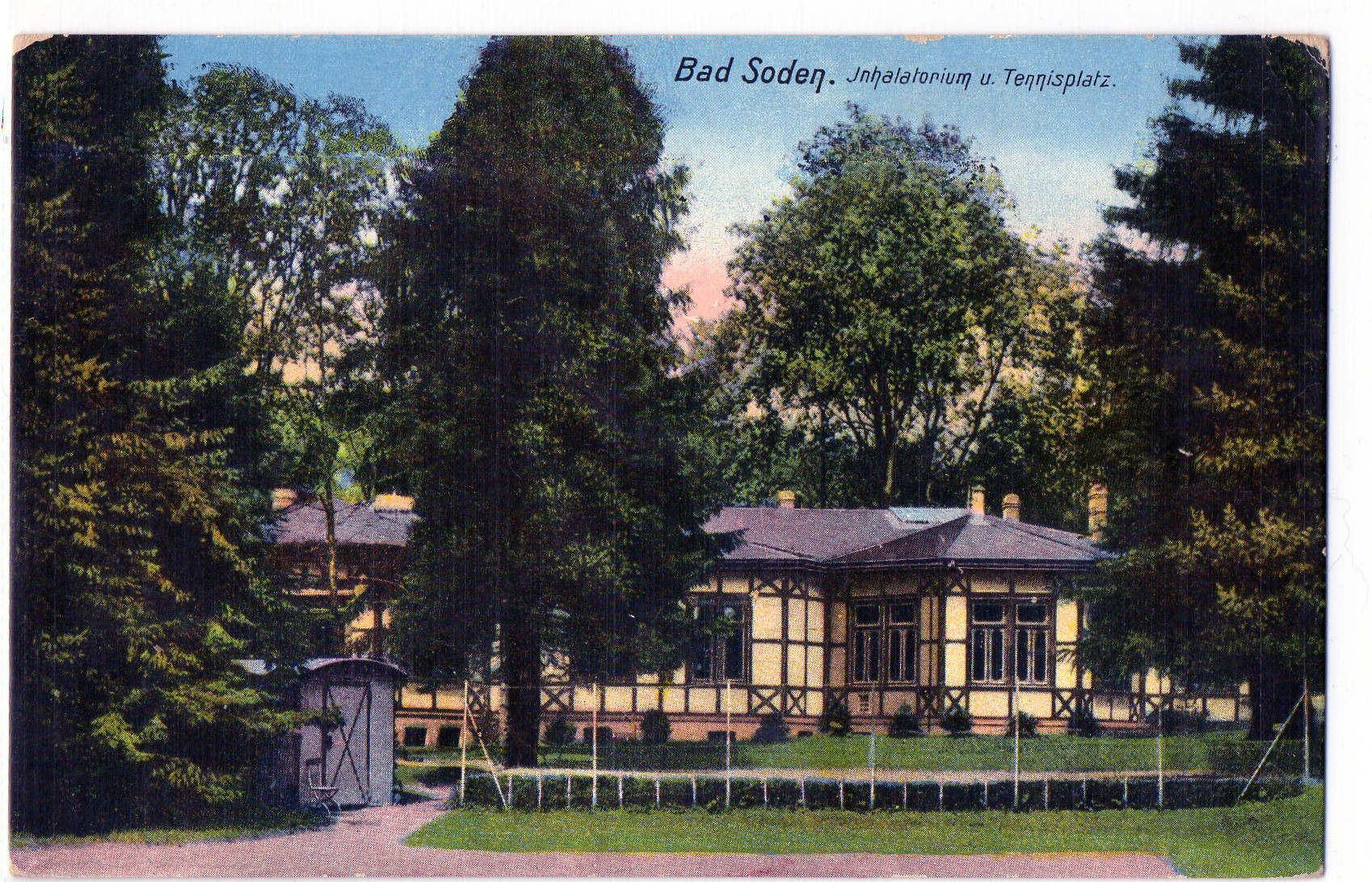
Das Alte Krughaus

Das erste Inhalatorium in Bad Soden am Taunus entstand 1884 durch die Initiative der Sodener Kurärzten Köhler, Otto Thilenius, Stöltzing, Fresenius und Haupt. Sie richteten das Inhalatorium im alten Krughaus im Alten Kurpark ein. Es wurde 1845 durch die Sodener Aktiengesellschaft im südlichen Teil, direkt an der Grenze zum Grundstück des Paulinenschlösschens erbaut. Das Krughaus diente zunächst für den Mineralwasserversand der Nassauischen Landesregierung. Ab 1865 gehörte das Gebäude der Gemeinde Soden. Nachdem das Gebäude nicht mehr genutzt wurde, überließ es die Gemeinde dem örtlichen Ärzteverein. 1898/99 wurde dieser Bau erweitert und 1901 wurde der Name von Krughaus in „Park-Inhalatorium“ geändert. 1916 wurde das Park-Inhalatorium geschlossen und wurde ab 1919 als Heimatmuseum genutzt. 1945 wurde der Bau durch eine Brandbombe getroffen und brannte vollkommen aus. Die Reste wurden wenige Jahre später abgetragen. Auf der Fläche des Hauses wurde in den 1950er Jahren die Gartenterrasse des Paulinenschlösschen gebaut. Heute lässt sich der Standort nur noch schwer erahnen, da der Bereich mit Bäumen und Rasen bepflanzt wurde.

### Burgberg-Inhalatorium

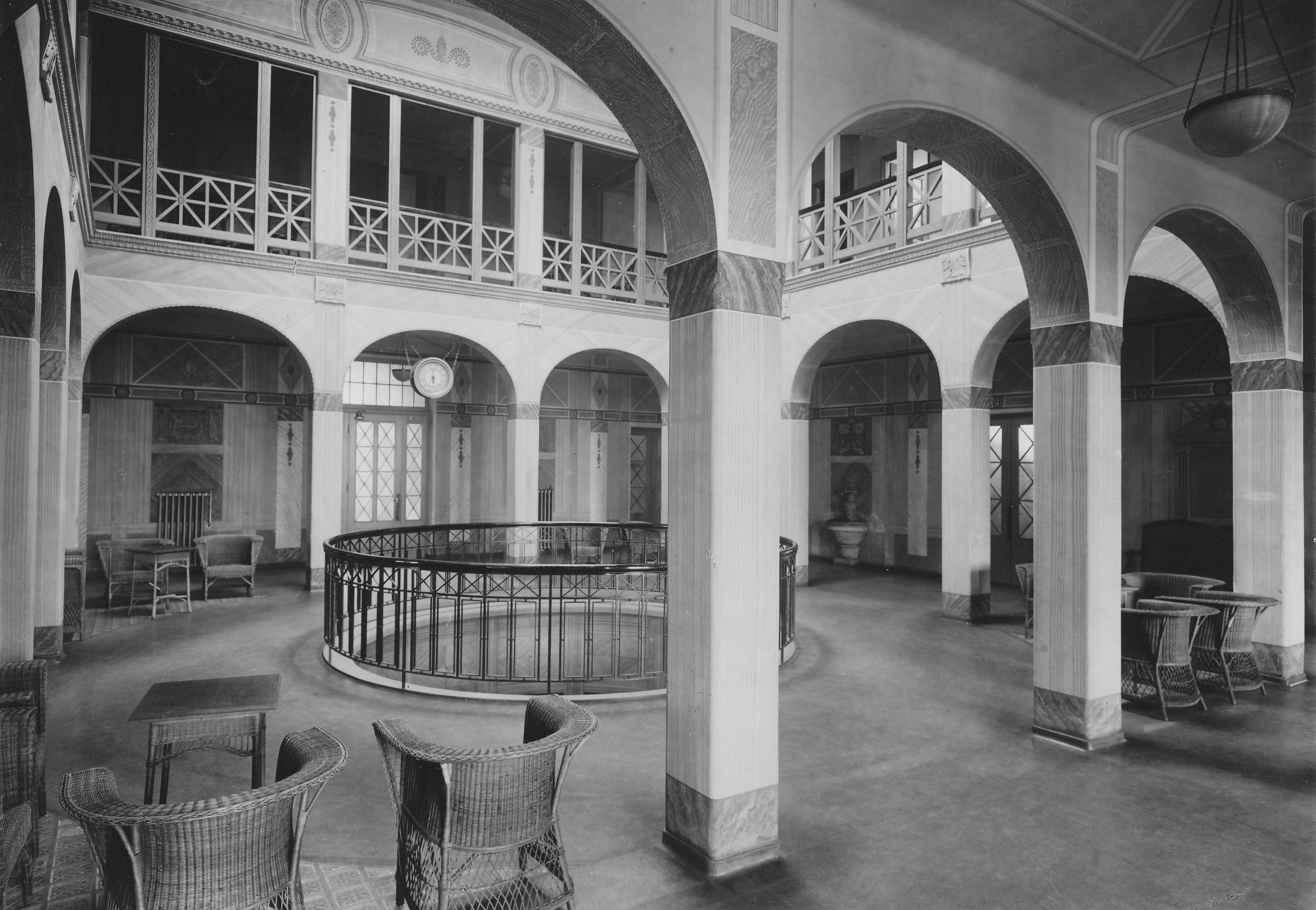
Aufnahme des Lichthofs, 1920er Jahre

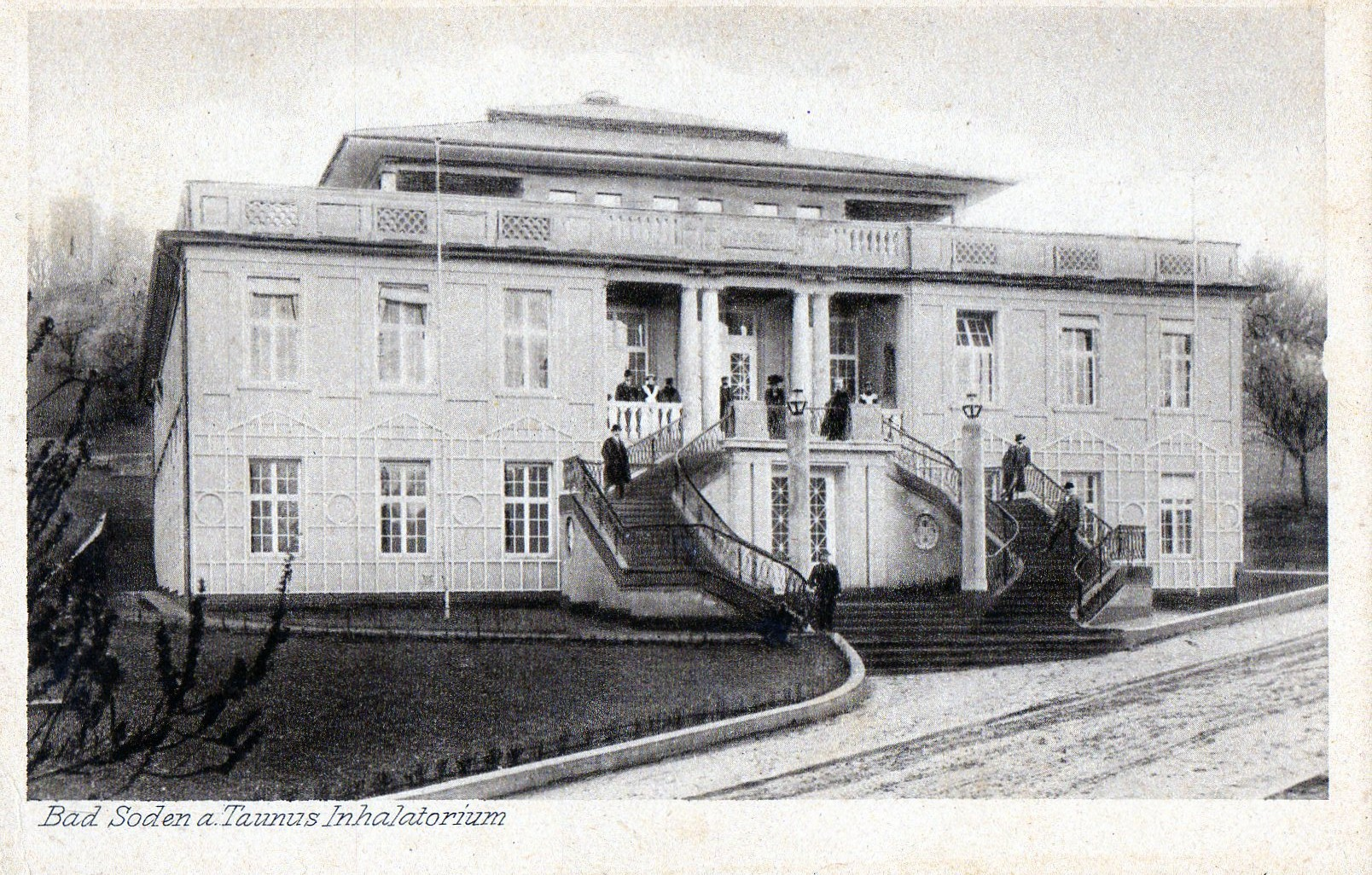
Burgberginhalatorium vor dem Erweiterungsbau der Eingangshalle

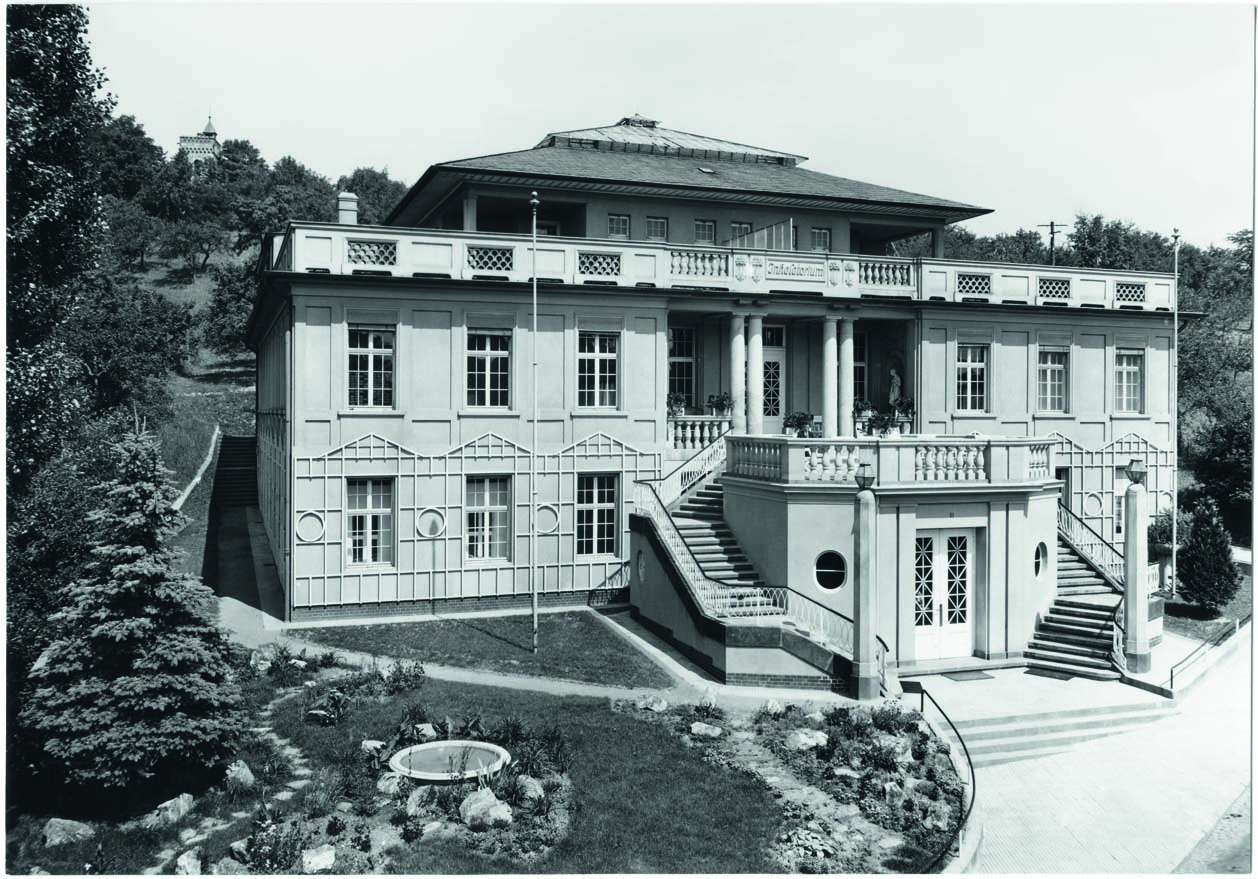
Burgberginhalatorium nach den Erweiterungsbauten, 1930er Jahre

Da es aber immer öfter zu Diskussionen zwischen der Gemeinde und dem Ärzteverein gekommen war, wurden ab 1909 die Planungen für ein neues Inhalatorium ausgearbeitet. Somit konnten sich die Ärzte von der Gemeinde unabhängiger machen. Die Finanzierung des Baus stammt allein vom Ärzteverein und aus den privaten Finanzen der Ärzte. Im Sommer 1911 wurde das vom Architekten Eugen Rückgauer als leitendem Mitarbeiter der Bauunternehmung Philipp Holzmann & Cie. unterzeichnete Baugesuch eingereicht. Vor Baubeginn kam es jedoch zu Problemen, vor allem wegen der Statik des Gebäudes gab es Bedenken. Es war eine Stahlkonstruktion vorgesehen, diese Bauweise wurde eher skeptisch betrachtet. Man einigte sich aber auf ein bestimmtes Mischungsverhältnis des Baustoffs. Am 26. Januar 1912 konnte dann der Grundstein gelegt werden. Im Juli des gleichen Jahres konnte bereits der erste Besucher begrüßt werden. Bis zu 300 Patienten konnten hier gleichzeitig behandelt werden. 1913 besuchte Großherzogin Adelheid von Nassau das Medico-Palais.
Durch den Ersten Weltkrieg sank die Zahl der Kurbesucher und somit die Einnahmen. Man konnte die Schulden nicht mehr abbezahlen. Deshalb nahm der leitende Arzt Hughes eine Hypothek im Wert von 50.000 Mark auf sein Haus auf. Während der Kriegszeit wurde mit der Höhensonne eine neue Form der Therapie eingeführt, dafür wurde ein eigener Raum zur Verfügung gestellt. Als die französische Armee Bad Soden besetzte, blieben die Kurgäste zum größten Teil aus. Die eingeschränkte Reisefreiheit erschwerte den Besuch in Bad Soden. Bis 1926 war Hughes leitender Generalarzt des Inhalatoriums. Nach seiner Pensionierung wurde Zippel eingestellt. 1927 wurde der Aufzug eingerichtet, ebenso ein vorgezogener Eingangsbereich. Die heutige Drehtür wurde 1930 hinzugefügt. Durch den Zweiten Weltkrieg kam es erneut zu einer Stagnation der Kurgäste in Bad Soden. Der damalige Generalarzt Zippel kam bei einem Bombenangriff ums Leben. Das Gebäude selber wurde nicht beschädigt. Nach dem Krieg wurden die Behandlungen wieder angeboten.
Zu Beginn der 1950er wurde das Burgberg-Inhalatorium renoviert. 1967 wurde das Gebäude an die Sodener Kur-GmbH verpachtet. 1982 beschloss der Ärzteverein, der bereits in Burgberg-Inhalatorium e. V. umbenannt wurde, das Gebäude der Stadt Bad Soden zu übereignen.

### Medico-Palais heute

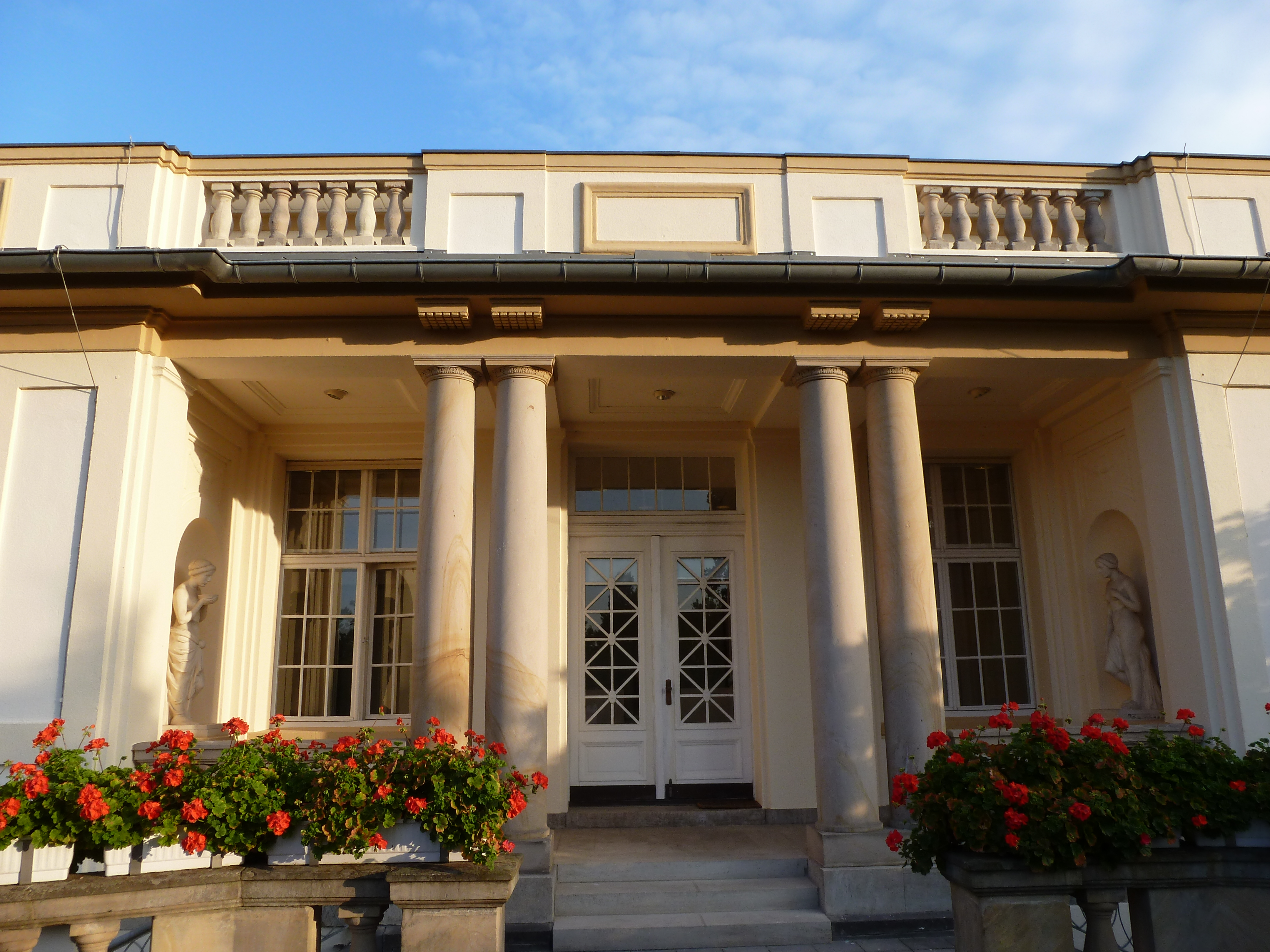
Die zwei Statuen der Badekur an der Außenwand im 1. Etage

Nachdem das Gebäude 1983 von der Stadt übernommen worden war, kam es zur mehrjährig dauernden Renovierung des Baus. 1993 wurde aus dem Burgberg-Inhalatorium dann das Medico-Palais. Nach der Auflösung der Kur GmbH zogen in das Gebäude mehrere Arztpraxen hinein. Im Jahr 2012 konnte das Gebäude sein 100-jähriges Bestehen feiern. Hierfür wurde am Tag des offenen Denkmals, dem 9. September eine Ausstellung im Medico-Palais eröffnet. Seit Anfang 2019 steht das Gebäude leer und wird nicht aktiv genutzt.

### Zukünftige Pläne für das Medico-Palais
Die Stadt Bad Soden am Taunus plant, große Teile der Stadtverwaltung in das Medico-Palais umzuziehen. Im Dezember 2020 fällte der Stadtrat mit großer Mehrheit einen entsprechenden Grundsatzbeschluss und stellte etwa 300.000 Euro für die Projektplanung in den Haushalt 2021 ein. Vorgesehen war, mit der eigentlichen Sanierung 2024 zu beginnen, damit 2025 umgezogen werden könne. Durch die Corona-Pandemie kam es jedoch zu Verzögerungen bei der Vorentwurfsplanung. Anfang 2024 entschied sich der Stadtrat mehrheitlich für die denkmalgerechte Sanierung und den Umbau des Palais sowie die Errichtung eines Erweiterungsbaus an dessen Rückseite. Laut Schätzung sollen sich die Kosten des Vorhabens auf 18,6 Millionen Euro belaufen. Weitere 5,6 Millionen Euro werden als Reserve für Unvorhergesehenes eingeplant. Mit den Bauarbeiten soll 2025  begonnen werden, mit dem Einzug wird für das Jahr 2028  gerechnet.

## Architektur und Ausstattung
Das Medico-Palais hat einen quadratischen Grundriss. Die Frontseite soll an alte römische und griechische Thermenbauten erinnern. Ebenfalls befindet sich an der Vorderseite die Freitreppe mit Balkon sowie zwei Statuen der Badekur.
Im Inneren befindet sich ein Lichthof mit einem Brunnen, der aus mehreren Wassersäulen besteht. Vor der Renovierung in den 1980er und 1990er Jahren sprudelte hier ein Springbrunnen mit Wasser einer Bad Sodener Quelle. An den Wänden befinden sich Reliefs mit Darstellungen alter Römischer Badeszenen.
Das gesamte Gebäude wurde im Jugendstil erbaut.